# Morgongiori
Morgongiori är en ort och kommun i provinsen Oristano i regionen Sardinien i Italien. Kommunen hade 716 invånare (2017).